# Хасанья
Хасанья́ (карач.-балк. Хасания, кабард.-черк. Хьэсэней) — село в Кабардино-Балкарской Республике. Входит в состав муниципального образования «Городской округ Нальчик».

## География
Селение расположено в юго-восточной части городского округа Нальчик, в междуречье рек Нальчик и Нартия. Находится в 0,1 км к югу от города Нальчик.
Граничит с землями населённых пунктов: Нальчик на севере и Белая Речка на западе.
Населённый пункт находится в предгорной зоне республики и расположен у подножья Лесистого хребта. Окрестности села заняты густым смешанным лесом. Средние высоты на территории села составляют около 600 метров над уровнем моря. Наивысшей точкой в окрестностях селения является гора Нартия (999,8 м.), расположенная к западу от него.

### Улицы
На территории села зарегистрировано 45 улиц и 16 переулков

### Гидрографическая сеть
Представлена реками Нальчик, Нартия, Нешбурок и Белая. Уровень обеспечения местности грунтовыми водами, как и в целом по республике, высокий. К западу от села имеется сеть искусственных водоёмов, расположенных у впадения в Нальчик притоков Нешбурка и Белая.

### Климат
Климат влажный умеренный, с тёплым летом и прохладной зимой. Среднегодовая температура воздуха составляет около +9,0°С, и колеблется от средних +20,5°С в июле, до средних −3,0°С в январе. Среднесуточная температура воздуха колеблется от −10°С до +12°С зимой, и от +15°С до +30°С летом. Среднегодовое количество осадков составляет около 750 мм.

## История
Селение Хасанья было основано в конце XIX века балкарцами, переселявшимися из Хуламо-Безенгийского и Черекского ущелий.
После Черекского восстания в 1913 году, множество балкарских семей переселились в предгорья, что способствовало быстрому росту населения села.
До депортации балкарцев в Среднюю Азию и Казахстан в марте 1944 года село входило в состав Хуламо-Безенгиевского района КБАССР. После расформирования района село было переименовано в Пригородное и административно прикреплено к горсовету города Нальчик.
В 1958 году указом Президиума Верховного Совета РСФСР, селение Пригородное было обратно переименовано в Хасанью.
В 1970 году Хасанье был присвоен статус посёлка, который был административно подчинён Ленинскому районному Совету трудящихся в составе Нальчикского горсовета.
В 1995 году Хасанье, как и другим населённым пунктам Нальчикской городской администрации, был возвращен статус села.
В 2005 году, после расформирования Нальчикской городской администрации, село было включено в состав городского округа Нальчик, несмотря на протесты местной администрации и жителей села.

## Население
| 1979 | 1989  | 2002    | 2010    | 2021  |
| ---- | ----- | ------- | ------- | ----- |
| 5791 | ↗6523 | ↗10 190 | ↗10 829 | ↘9772 |

### Национальный состав
По данным Всероссийской переписи населения 2002 года:
| Народ      | Численность, чел. | Доля от всего населения, % |
| ---------- | ----------------- | -------------------------- |
| балкарцы   | 9 221             | 90,5 %                     |
| кабардинцы | 345               | 3,4 %                      |
| русские    | 300               | 2,9 %                      |
| другие     | 324               | 3,2 %                      |
| всего      | 10 190            | 100 %                      |

По данным Всероссийской переписи 2021 года:
| Народ               | Численность, чел. | Доля от всего населения, % |
| ------------------- | ----------------- | -------------------------- |
| балкарцы            | 9 007             | 92,17 %                    |
| кабардинцы          | 340               | 3,47 %                     |
| русские             | 227               | 2,32 %                     |
| другие / не указано | 198               | 2,02 %                     |
| всего               | 9 772             | 100,0 %                    |

### Половозрастной состав
По данным Всероссийской переписи населения 2010 года:
| Возраст     | Мужчины, чел. | Женщины, чел. | Общая численность, чел. | Доля от всего населения, % |
| ----------- | ------------- | ------------- | ----------------------- | -------------------------- |
| 0 — 14 лет  | 985           | 947           | 1 932                   | 17,8 %                     |
| 15 — 59 лет | 3 692         | 3 970         | 7 662                   | 70,8 %                     |
| от 60 лет   | 538           | 697           | 1 235                   | 11,4 %                     |
| Всего       | 5 215         | 5 614         | 10 829                  | 100,0 %                    |

Мужчины — 5 215 чел. (48,2 %). Женщины — 5 614 чел. (51,8 %).
Средний возраст населения — 34,2 лет. Медианный возраст населения — 30,7 лет.
Средний возраст мужчин — 33,2 лет. Медианный возраст мужчин — 29,4 лет.
Средний возраст женщин — 35,1 лет. Медианный возраст женщин — 32,2 лет.

## Известные уроженцы
- Газаев Алим Махмудович — исполнитель народных национальных песен. Народный артист КБР и КЧР, заслуженный артист Республики Ингушетия.
- Мусукаев Исмаил Тимурович — российский борец вольного стиля, чемпион Европы-2022.

Шаваев, Хамид Хакешаевич (1929, Хасанья, Кабардино-Балкария — 1946) — юный разведчик, партизан.

## Экономика

### Совхоз «Декоративные культуры»
На территории села Хасанья располагаются питомники нальчикского совхоза «Декоративные культуры». Предприятие основано в 1933 году. С первых дней открытия и до конца жизни в совхозе трудился известный учёный-селекционер Иван Порфирьевич Ковтуненко. Именно его усилиями удалось акклиматизировать на территории России ввезённые из Канады голубые ели.
В питомнике хозяйства насчитывается более 140 видов деревьев и кустарников. Ежегодно в «Декоративных культурах» выращивалось до 40 тысяч саженцев, которые поставлялись в сотню городов России. Общая площадь землепользования — 200 га. При предприятии в Долинске (район города Нальчик), функционирует ботанический сад.
На сегодняшний день из-за недостаточно эффективного администрирования, совхоз находится в состоянии упадка.

## Инфраструктура

### Образование
- МКОУ Средняя общеобразовательная школа № 16 — ул. Ульбашева, 1[16].
- Начальная школа Детский сад № 21 — ул. Курчатова, 23.
- Начальная школа Детский сад № 74 — ул. Аттоева, 15.

### Здравоохранение
- Городская клиническая больница № 2 — ул. Аттоева, 1а.
- Сельская участковая больница — ул. Курчатова, 2.

### Культура
- Дом Культуры

### Общественно-политические организации
- Совет старейшин
- Совет ветеранов труда и войны

### Администрация
Администрация села Хасанья является территориальным исполнительным органом местной администрации (ТИОМА) городского округа Нальчик и осуществляет исполнительно-распорядительные функции на территории села Хасанья.
Администрация села Хасанья — городской округ Нальчик, село Хасанья, ул. Ульбашева, № 14.
Глава администрации села Хасанья — Азаматов Кайсын Мухарбекович.

### Религия
В селе действуют две мечети:
- Верхняя мечеть — ул. Аттоева, 206.
- Нижняя мечеть — ул. Белинского, 21.

### Спорт
- Спортивный клуб «Хасанья», где преимущественно проходят тренировки по вольной борьбе. Основан в 2010 году.

- Футбольный клуб «Жулдуз» представляющий селение Хасанья. Основан в 1985 году. С сезона 2015 года футбольный клуб «Жулдуз» носит название футбольный клуб «Хасанья».

Достижения:
- Обладатель Кубка Федерации футбола КБР 2010 года.
- Финалист Кубка Федерации футбола КБР 2014 года.
- Чемпион летнего первенства Центральной зоны Чемпионата КБР по футболу 2014 года.